# Kabardië-Balkarië op het Türkvizyonsongfestival
De Russische deelrepubliek Kabardië-Balkarië neemt sinds de eerste editie in 2013 deel aan het Türkvizyonsongfestival. De deelrepubliek heeft in totaal 2 keer deelgenomen aan het festival.

## Geschiedenis

### 2013
Kabardië-Balkarië was een van de 25 deelnemende landen en regio's aan het eerste Türkvizyonsongfestival in 2013. De Kabardisch-Balkarische omroep besloot om samen met de Karatsjaj-Tsjerkessische omroep een gezamenlijke inzending af te vaardigen. Om deze kandidaat te kiezen werd een preselectie gehouden waarbij artiesten uit de beide deelrepublieken konden deelnemen. Eldar Zjanikajev wist in deze finale de overige 11 finalisten te verslaan, hierdoor mocht hij deelnemen met zijn nummer Adamdı bizni atıbız.
In Turkije moest elke deelnemer eerst aantreden in de halve finale, waarbij Kabardië-Balkarië en Karatsjaj-Tsjerkessië als tiende aan de beurt waren. Bij het bekendmaken van de finalisten bleek dat Zjanikajev zich niet had weten plaatsen voor de finale. De resultaten van de halve finale werden nooit bekend gemaakt.

### 2014
Eind juli werd duidelijk dat Kabardië-Balkarië opnieuw zou deelnemen aan het festival. Hoewel de aanmelding ditmaal niet gelijktijdig met Karatsjaj-Tsjerkessië gebeurde, namen de twee deelrepublieken uiteindelijk toch opnieuw gezamenlijk deel. Net als tijdens de voorgaande editie werd een preselectie georganiseerd om te bepalen welke artiest naar het festival zou trekken. 10 artiesten namen deel aan de finale die, net als de vorige keer, werd gewonnen door Eldar Zjanikajev.
De tweede editie van het festival vond plaats in Kazan in de Russische deelrepubliek Tatarije. Alle inzendingen moesten opnieuw aantreden in een halve finale waarvan enkel de beste vijftien doorgingen naar de finale. In die halve finale kwamen Kabardië-Balkarië en Karatsjaj-Tsjerkessië als tiende aan de beurt, na Iran en voor gastland Tatarije. Met 148 punten eindigde Zjanikajev op de 24ste, en voorlaatste, plaats waardoor hij zich niet kwalificeerde voor de finale.

### 2015
In eerste instantie meldde de Kabardisch-Balkarische omroep zich niet aan voor de editie in 2015. Toen de officiële deelnemerslijst gepubliceerd werd, stond de deelrepubliek hier toch op en wederom samen met Karatsjaj-Tsjerkessië. Opnieuw werd via een preselectie beslist welke artiest namens de twee deelrepublieken naar het festival zou gaan. De beide omroepen selecteerden İslam Appajev en zijn lied Unutma meni. Vanwege de ruzie tussen Rusland en Turkije eind 2015 vroeg de Russische regering aan de Russisch deelnemende gebieden om af te zien van deelname aan het festival. Hierop besloten de Kabardisch-Balkarische en Karatsjaj-Tsjerkessische omroepen om toch niet deel te nemen.
Voor de editie in 2016 besloot de omroep om opnieuw deel te nemen aan het festival. Begin december werd het festival echter verplaatst naar maart 2017. Uiteindelijk werd ook deze datum verschoven naar september 2017 en nadien geannuleerd.

### 2020
Toen het festival in 2020 heropgestart werd, nam Kabardië-Balkarië niet meer deel.

## Kabardisch-Balkarische deelnames
| Jaar | Artiest          | Titel               | Fin. | Ptn. | Semi | Ptn. | Taal               |
| ---- | ---------------- | ------------------- | ---- | ---- | ---- | ---- | ------------------ |
| 2013 | Eldar Zjanikajev | Adamdı bizni atıbız | X    | X    | -    | -    | Karatsjaj-Balkaars |
| 2014 | Eldar Zjanikajev | Barama              | X    | X    | 24   | 148  | Karatsjaj-Balkaars |

| Kleur | Betekenis      |
| ----- | -------------- |
|       | Eerste plaats  |
|       | Tweede plaats  |
|       | Derde plaats   |
|       | Laatste plaats |
|       | Gastland       |